# Giridih (Distrikt)
Giridih ist ein Distrikt im indischen Bundesstaat Jharkhand. 
Die Fläche beträgt 4962 km². Verwaltungssitz ist die gleichnamige Stadt Giridih. 

## Geschichte
Bevor der Distrikt im Dezember 1972 gegründet wurde, war er Teil des Distrikts Hazaribag. Der Distrikt gehört heute zum naxalitisch-kommunistisch beeinflussten „Roten Korridor“.

## Bevölkerung

### Übersicht
Die Einwohnerzahl lag bei 2.445.474 (2011). Die Bevölkerungswachstumsrate im Zeitraum von 2001 bis 2011 betrug 28,41 % und lag damit sehr hoch. Giridih hat ein Geschlechterverhältnis von 944 Frauen pro 1000 Männer und damit einen für Indien häufigen Männerüberschuss. Der Distrikt hatte 2011 eine Alphabetisierungsrate von 63,14 %, eine Steigerung um knapp 19 Prozentpunkte gegenüber dem Jahr 2001. Die Alphabetisierung liegt damit allerdings immer noch weit unter dem nationalen Durchschnitt. Knapp 75,9 % der Bevölkerung sind Hindus, ca. 20,8 % sind Muslime, ca. 0,6 % sind Christen, ca. 0,1 % sind Jainas, und ca. 2,6 % gaben keine Religionszugehörigkeit an oder praktizierten andere Religionen. 18,8 % der Bevölkerung sind Kinder unter 6 Jahre.

### Bevölkerungsentwicklung
In den ersten Jahrzehnten des 20. Jahrhunderts wuchs die Bevölkerung langsam. Grund hierfür waren Seuchen, Krankheiten und Hungersnöte. Seit der Unabhängigkeit Indiens hat sich die Bevölkerungszunahme beschleunigt. Seit 1961 war in den jeweils zehn Jahren zwischen den einzelnen Volkszählungen ein sehr starkes Wachstum zu verzeichnen. Während die Bevölkerung in der ersten Hälfte des 20. Jahrhunderts um rund 64 % zunahm, betrug das Wachstum zwischen 1961 und 2011 227 %. Die Bevölkerungszunahme zwischen 2001 und 2011 lag bei 28,35 % oder rund 540.000 Menschen. Die Entwicklung verdeutlichen folgende Tabellen:
| Jahr      | 1901    | 1911    | 1921    | 1931    | 1941    | 1951    | 1961    | 1971    | 1981      | 1991      |
| Einwohner | 375.866 | 411.172 | 407.450 | 484.161 | 558.821 | 618.129 | 747.946 | 937.092 | 1.161.066 | 1.496.878 |

### Bedeutende Orte
Insgesamt zwölf Gemeinden zählen als Städte (towns und census towns). Allerdings gibt es nebst dem Hauptort Giridih mit Barki Saraiya laut der Volkszählung 2011 nur einen weiteren Ort mit mehr als 10.000 Bewohnern. Dies widerspiegelt den geringen Anteil an städtischer Bevölkerung im Distrikt. Denn nur 208.024 der 2.445.474 Einwohner oder 8,51 % leben in städtischen Gebieten.

### Volksgruppen
In Indien teilt man die Bevölkerung in die drei Kategorien general population, scheduled castes und scheduled tribes ein. Die scheduled castes (anerkannte Kasten) mit (2011) 325.493 Menschen (13,31 Prozent der Distriktsbevölkerung) werden heutzutage Dalit genannt (früher auch abschätzig Unberührbare genannt). Die scheduled tribes sind die anerkannten Stammesgemeinschaften mit (2011) 238.188 Menschen (9,74 Prozent der Distriktsbevölkerung), die sich selber als Adivasi bezeichnen. Zu ihnen gehören in Jharkhand 32 Volksgruppen. Mehr als 5000 Angehörige zählen die Santal (199.131 Personen oder 8,14 % der Distriktsbevölkerung) und Kol (12.213 Personen oder 0,50 % der Distriktsbevölkerung).

### Bevölkerung des Distrikts nach Bekenntnissen
Der Distrikt Giridih hat zwar eine deutliche hinduistische Mehrheit. Doch gibt es eine starke islamische Minderheit und eine kleinere Minderheit von Anhängern der traditionellen Religionen.  
Der Bevölkerungsanteil der Hindus schwankt in den einzelnen Blocks zwischen 55,67 % im Block Gande und 85,35 % im Block Sariya. Die muslimischen Hochburgen sind die Blocks Dhanwar (26,87 % Muslime) und Gande (32,42 % Muslime). Aber auch in den Blocks Birni, Dumri, Giridih und Jamua sind noch jeweils mehr als 20 % der Einwohnerschaft Muslime. Nur schwach vertreten sind sie dagegen im Block Pirtanr mit 8,33 % Bevölkerungsanteil.
Große Minderheiten von Anhängern der traditionellen Religionen gibt es in den Blocks Bengabad, Gande und Pirtanr mit Anteilen zwischen 8,78 % und 10,61 %.
Die genaue religiöse Zusammensetzung der Bevölkerung zeigt folgende Tabelle:
| Jahr                                   | Buddhisten | Buddhisten | Christen | Christen | Hindus    | Hindus | Jainas | Jainas | Muslime | Muslime | Sikhs | Sikhs | Andere Religionen | Andere Religionen | keine Angaben | keine Angaben | Total     | Total    |
| Jahr                                   | Zahl       | %          | Zahl     | %        | Zahl      | %      | Zahl   | %      | Zahl    | %       | Zahl  | %     | Zahl              | %                 | Zahl          | %             | Zahl      | %        |
| -------------------------------------- | ---------- | ---------- | -------- | -------- | --------- | ------ | ------ | ------ | ------- | ------- | ----- | ----- | ----------------- | ----------------- | ------------- | ------------- | --------- | -------- |
| 2011                                   | 650        | 0,03       | 14.645   | 0,60     | 1.856.202 | 75,90  | 1503   | 0,06   | 508.586 | 20,80   | 937   | 0,04  | 59.218            | 2,42              | 3733          | 0,15          | 2.445.474 | 100,00 % |
| Quelle: Ergebnis der Volkszählung 2011 |            |            |          |          |           |        |        |        |         |         |       |       |                   |                   |               |               |           |          |

## Bildung
Dank bedeutender Anstrengungen steigt die Alphabetisierung. Sie ist dennoch noch weit weg vom Ziel der kompletten Alphabetisierung. Typisch für indische Verhältnisse sind die starken Unterschiede zwischen Stadt und Land sowie den Geschlechtern. Rund sechs von sieben Männern in den Städten können lesen und schreiben – aber weniger als die Hälfte der Frauen auf dem Land. Seit der Gründung des Bundesstaats Jharkhand hat sich die Einschulungsrate deutlich erhöht. Mittlerweile gehen laut Angaben des Bundesstaats Jharkhand rund 95 % der Kinder im entsprechenden Alter in die Grundschule. Dies hat zu einem deutlichen Anstieg der Alphabetisierung zwischen 2001 und 2011 geführt.
| Alphabetisierung im Distrikt Giridih                |                   |                   |                   |                   |
| Einheit                                             | Volkszählung 2001 | Volkszählung 2001 | Volkszählung 2011 | Volkszählung 2011 |
| Einheit                                             | Anzahl            | Anteil            | Anzahl            | Anteil            |
| GESAMT                                              | 667.385           | 44,50 %           | 1.253.475         | 63,14 %           |
| Männer                                              | 469.399           | 62,09 %           | 783.736           | 76,76 %           |
| Frauen                                              | 197.986           | 26,62 %           | 469.739           | 48,72 %           |
| STADT GESAMT                                        | 80.868            | 78,57 %           | 139.962           | 79,45 %           |
| Stadt-Männer                                        | 46.398            | 85,53 %           | 78.636            | 85,67 %           |
| Stadt-Frauen                                        | 34.470            | 70,81 %           | 61.326            | 72,68 %           |
| LAND GESAMT                                         | 586.517           | 41,99 %           | 1.113.513         | 61,55 %           |
| Land-Männer                                         | 423.001           | 60,28 %           | 705.100           | 75,88 %           |
| Land-Frauen                                         | 163.516           | 23,55 %           | 408.413           | 46,42 %           |
| Quelle: Ergebnisse der Volkszählungen 2001 und 2011 |                   |                   |                   |                   |